# ملعب مصطفى بن جنات
ملعب مصطفى بن جنات هو ملعب متعدد الاستخدام في المنستير، تونس. يستخدم حالياً من قبل الاتحاد الرياضي المنستيري وقد استضاف بعض من مباريات كأس الأمم الأفريقية لكرة القدم 2004. تستوعب مدرجات الملعب 20,000 متفرج.